# Saint-Laurent-de-Condel
Saint-Laurent-de-Condel is een gemeente in het Franse departement Calvados (regio Normandië) en telt 447 inwoners (1999). De plaats maakt deel uit van het arrondissement Caen.

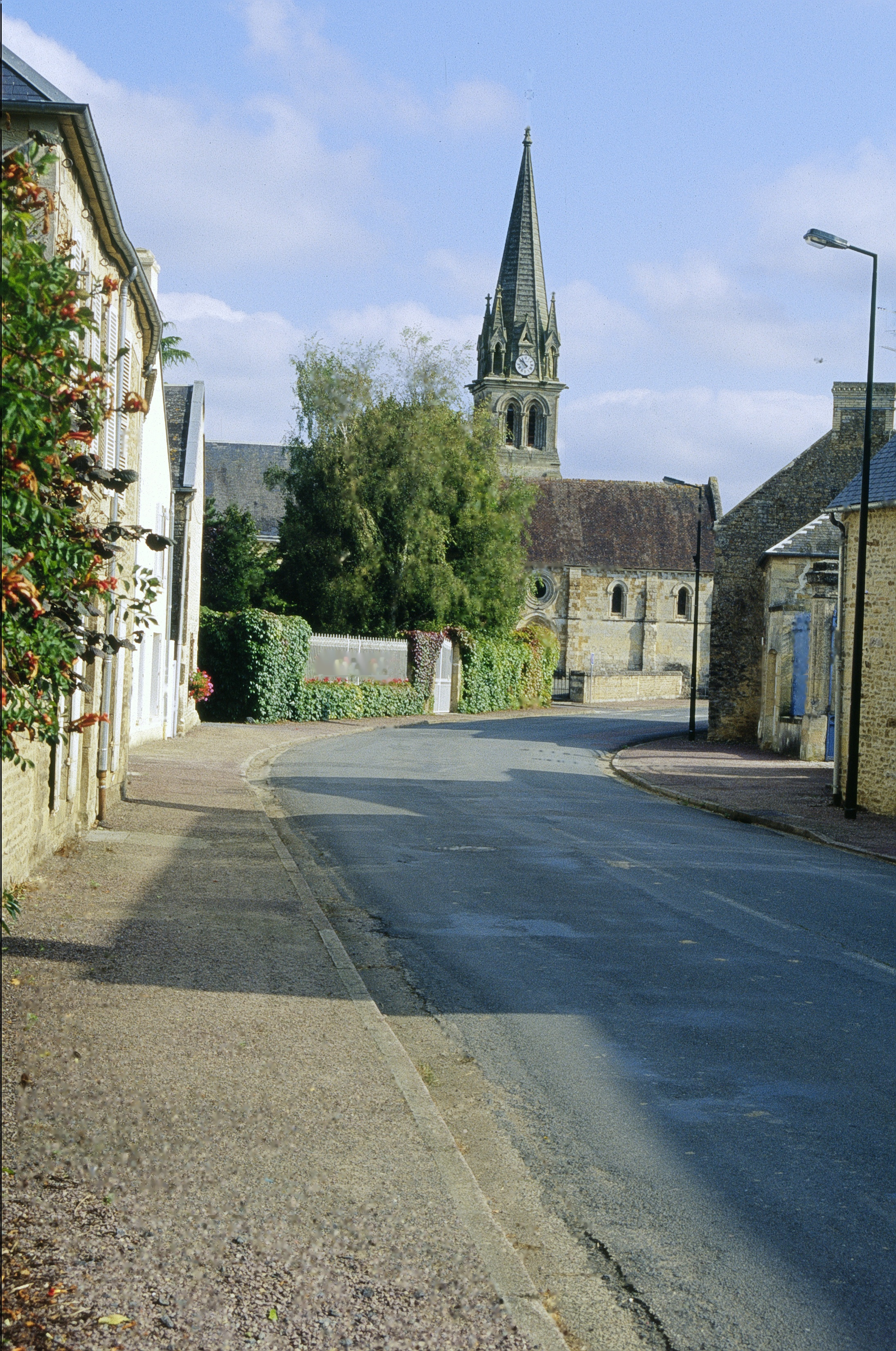
Kerk van Saint-Laurent-de-Condel
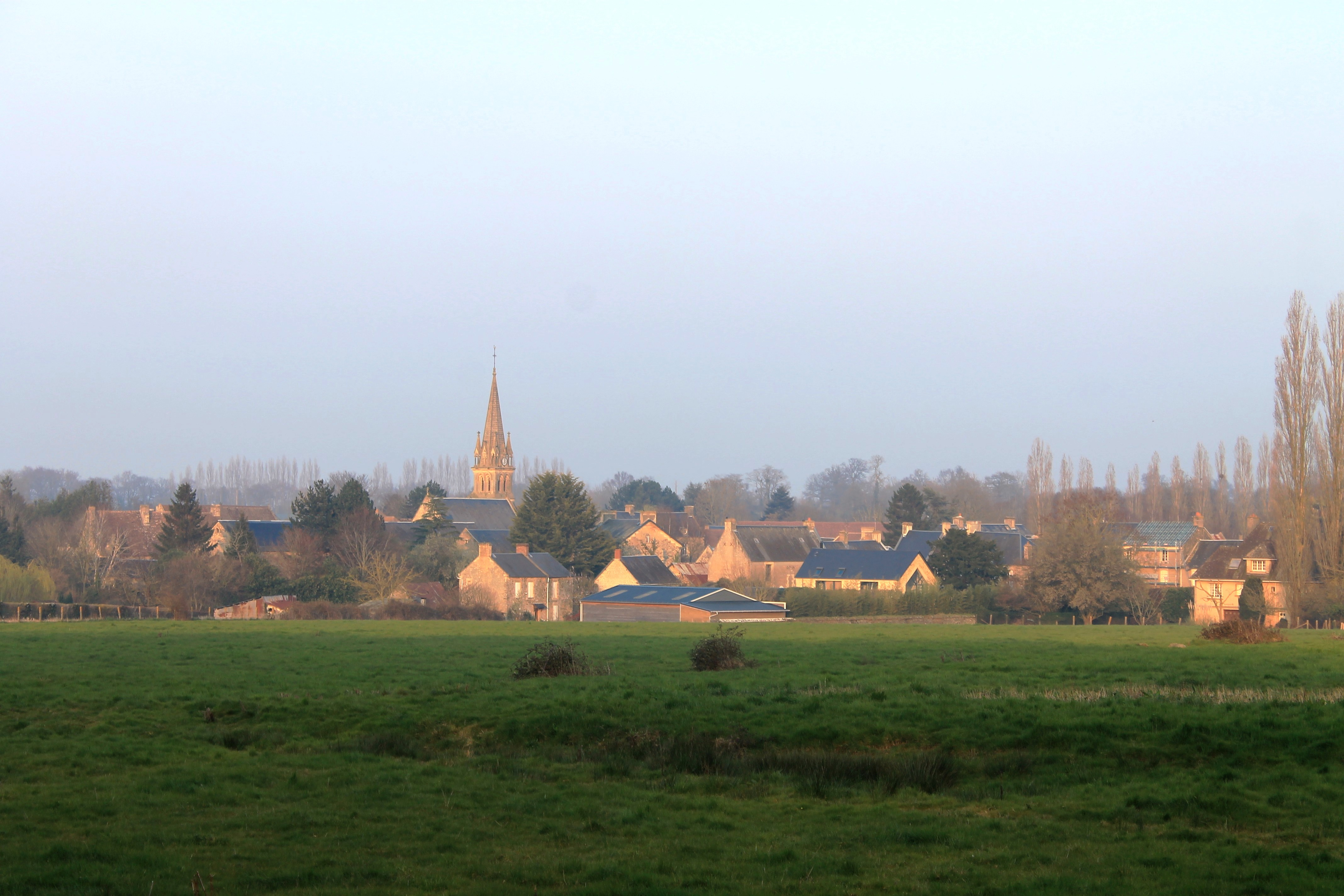
Saint-Laurent-de-Condel

## Geografie
De oppervlakte van Saint-Laurent-de-Condel bedraagt 12,1 km², de bevolkingsdichtheid is 36,9 inwoners per km².
De onderstaande kaart toont de ligging van Saint-Laurent-de-Condel met de belangrijkste infrastructuur en aangrenzende gemeenten.

## Demografie
Onderstaande figuur toont het verloop van het inwonertal (bron: INSEE-tellingen).
Vanwege een beveiligingsprobleem met de MediaWiki Graph-software is het momenteel niet mogelijk deze grafiek weer te geven. Zodra de software is bijgewerkt zal de grafiek vanzelf weer zichtbaar worden.
1. ↑  Populations de référence 2022.